# 神戸市立箕谷小学校
神戸市立箕谷小学校（こうべしりつみのたにしょうがっこう）は、兵庫県神戸市北区にある市立の小学校である。

## 沿革
- 1974年（昭和49年4月）、神戸市立桜の宮小学校より分離開校

## 教育目標
教育目標
- かがやく瞳　みがきあう心　きり拓く力

教育努力目標
- 自ら進んで深く考える子
  - 意欲を持って学ぶ
  - 人の話をよく聞き、自分の考えを持つ
  - 正しいことを進んで行う
- 明るく思いやりのある子
  - 元気なあいさつをする
  - 認め合い高まりあう仲間をつくる
  - 全て動植物の命を大切にする
- じょうぶでねばり強い子
  - 健康でじょうぶな体をつくる
  - 何事もあきらめずにがんばる
  - 困難なことにも立ち向かう

学年目標
- 1年生
  - 話をしっかり聞く子
  - 友達と仲良くする子
  - 元気で頑張る子
- 2年生
  - しっかり聞いて考える子
  - 友達と仲良く助け合う子
  - あきらめずにがんばる子
- 3年生
  - よく聞き自分の考えが言える子
  - 友達の良さを認め、助け合う子
  - 最後までがんばる子
- 4年生
  - よく聞いて自分の考えが話せる子
  - 友達と励まし合って、進める子
  - 最後までねばり強くがんばる子
- 5年生
  - よく聞いて考えを深める子
  - 友達のよさを認め、協力する子
  - 最後まで責任を持ってやり通す子
- 6年生
  - よく聞いて考えを深め合う子
  - 友達の良さを認め、共に伸びようとする子
  - 最後まで責任を持ってやり遂げる子

## 通学区域
- 神戸市北区
  - 日の峰、松ヶ枝町（1 - 3丁目）、緑町（4丁目）

## 交通・アクセス
- 神戸電鉄有馬線箕谷駅から徒歩8分
- 神戸市バス・神姫バス・阪急バスで松ヶ枝町で下車、徒歩7分

## 周辺
- 神戸電鉄有馬線箕谷駅
- 但馬銀行 箕谷支店
- 国道428号
- 神戸山田郵便局
- 神戸市北区役所 山田連絡所
- 阪神高速・新神戸トンネル箕谷出入口
- 神戸市立山田中学校（進学先中学校）

## 通学区域が隣接している学校
- 神戸市立山田小学校
- 神戸市立谷上小学校
- 神戸市立甲緑小学校
- 神戸市立桂木小学校